# Албанец (фильм)
Албанец (алб. Shqiptari) — немецко-албанский драма 2010 года режиссёра Йоханнеса Набера, снятая кинокомпанией «Neue Schönhauser Filmproduktion» совместно с Albfilm.

## Сюжет
Двадцатилетний албанец Арбен хочет жениться на своей беременной подруге, но у молодых людей совсем нет средств. В поисках заработка Арбен покидает родину и отправляется в Германию, где, как ему кажется, у него больше шансов добиться чего-то в жизни. Но немецкая земля встречает его не так доброжелательно, как он ожидал: никто не хочет брать на работу нелегального эмигранта, к тому же Арбен повсюду вынужден сталкиваться с дискриминацией и нетерпимостью. Но когда Арбен, наконец, возвращается в Албанию, его ждет еще более сильное разочарование — его невеста, родившая ребенка, вынуждена была убежать из дома, так как ее родители не захотели признать внука, рожденного вне брака. Несмотря на все мольбы Арбена, девушка не может простить ему, что он бросил ее в трудный момент.